# Smyril M/F
 Ikke at forveksle med Smyril Line.
M/F Smyril er en færge som sejler to til tre gange dagligt mellem Tórshavn og Suðuroy, ejet af det færøske offentlige trafikselskab Strandfaraskip Landsins.

## Historie
Suðuroy den færøske ø, der har længst afstand til de øvrige færøske øer. Før i tiden var det ofte livsfarligt at ro i de åbne Færøbåde til Sandoy eller Tórshavn. Særlig postforbindelsen var uregelmæssig. Da handelslivet på Færøerne blomstrede op i anden halvdel af 1800-tallet i forbindelse med, at den kongelige monopolhandel blev nedlagt, og der blev indført frihandel, opstod der et stort behov for en mere regelmæssig gods, passager og postforbindelse imellem øerne. Især på Suðuroy blev havfiskeriet og klipfiskeproduktionen udvidet, og bygden Tvøroyri blev centrum for den nye økonomiske udvikling, der kom til at ændre det færøske samfund. Det var da også her initiativet kom til at oprette en ruteforbindelse imellem øerne.
Alle fem ruteskibe, der har båret navnet ’Smiril’ har siden 1917 været offentligt ejet. Smiril er det færøske navn for Færøernes eneste rovfugl dværgfalken. Se Færøernes fugle.

## Smiril I
1895 lod handelskompagniet A/S J. Mortensens Eftf. i Tvøroyri et det 162 brt. store dampskib bygge på Kochum Mekaniska Verkstad AB i Malmø, Sverige til en pris af 70.000 kr. Med en dampmaskine på 160 hk og en fart på 9 knob sejlede Smiril den 13. december 1895 fra København og ankom til Tvøroyri den 17. december. Smiril blev indsat i rute januar 1896 og besejlede næsten alle af øernes større bygder. Kun få steder kunne færgen lægge til kaj og måtte derfor ofte ligge for anker, mens gods og passagerer blev færget i land med små færgebåde, en langsommelig og besværlig proces. Men dette var dog en stor omvæltning, ikke mindst for postforbindelsen. I 1917 overtog Færøernes Amtkommune Smiril. 
I januar 1928 mistede Smiril ud for Mjóvanes, Eysturoy dækhuset og fem passagerer mistede livet.
Skibet blev også benyttet som vagtskib for kystbevogtningen og sejlede også af og til ture til Skotland og Danmark. Den passede indenrigsruterne indtil 1932, hvorefter skibet blev solgt til Island og fik navnet "Sverrir". I 1956 blev skibet ophugget.

## Smiril II
1931 lod Færøernes lagting en ny Smiril med byggenummer: 00196  bygge på Frederikshavns Værft Flydedok a/s, Frederikshavn. 15-10-1931 blev Smiril søsat og afleveret den 26-02-1932.  Denne "Smiril" nr. 2 var større og mere komfortabel for passagererne, der var salon og rygesalon med rigtige sofaer og bløde lænestole, og endda kahytter med køjer. På dette tidspunkt var der oprettet flere nye ruter mellem de mange færøske bygder og flere steder var der anlagt små kajanlæg. Disse ruter blev varetaget af andre skibe. Da dette smukke nye skib især besejlede de større handelspladser, f.eks. Vestmanna, Miðvágur, Nólsoy, Klaksvík og bygderne på østsiden af Eysturoy, blev der bedre tid til en mere regelmæssig forbindelse med Suðuroy, via Skálavík på Sandoy.
Om sommeren kunne Smiril XPWG-A 148 medtage 200 passagerer og om vinteren 100. Ejere 1932: Færøernes Amtskommune, Tórshavn, ejere 1948: Færøernes Lagting, Tórshavn. Rederi: Strandfaraskip Landsins, (1932 - 26. januar, 1970) 
Dimensioner:
Længde: 35,56 m, Længde overalt: 38,98 m, Bredde: 7,30 m, Dybde: 4,26 m. Tonnage BRT: 298,56, NRT: 103,79, DW: 75. Kapacitet: 200 passagerer. Fart: 10 knob
1967 blev Smiril omdøbt til Gamle Smiril. Den 26. januar 1970 blev den solgt til Jos. de Smedt, Antwerpen til ophugning.

## Smyril III
Den tredje ’Smyril’ blev bygget på skibsværftet i Tórshavn i 1967 (som følge af en retskrivningsreform ændredes skrivemåden fra Smiril til Smyril). Med dette hurtiggående motorskib, der var særdeles sødygtigt og roligt, i modsætning til sin meget stærkt gyngende og rullende forgænger, mindskedes sejltiden fra Tórshavn til Suðuroy til 3 timer fra før 4 timer. Skibet, der rummede 300 passagerer, kunne imødekomme alle behov på ruten mellem Tórshavn, Suðuroy og Klaksvík. Men i slutningen af 1960’erne og i 1970’erne blev infrastrukturen på Færøerne stærkt udbygget, og der blev behov for en færge, der kunne medbringe biler.
1975 blev Smyril III omdøbt til Dugvan og solgt til et rederi i Guinea. 1981 blev hun omdøbt til Overbeck. 1994 blev hun oplagt. Fra 2001 til 2003 blev hun udlejet til transport af flygtninge. Siden er hendes skæbne ukendt.

## Smyril IV
I 1975 købte Strandfaraskip Landsins den seks år gamle bilfærge Morten Mols fra det danske rederi Molslinjen. Den fik navnet Smyril, og blev indsat i samme rute som forgængeren. Med dette store havgående skib, der er udstyret med stabilisatorer, afkortedes sejlturen til Suðuroy til to timer. Nu kunne folk fra Suðuroy komme til Tórshavn og hjem igen samme dag. 
Mellem 1975 og 1982 blev Smyril i juli og august indsat som færge mellem Færøerne, Island og Norge. Resultatet af disse forbindelser førte til oprettelsen af rederiet Smyril Line.
2006 blev færgen solgt og blev i december under et andet navn indsat i rutefart mellem de caribiske byer Pointe à Pitre og Fort de France i øgruppen Guadeloupe. 2008 blev den i september solgt til et et ukendt rederi i Cap Verde og omdøbt til ISALITA. 2010 blev den oplagt i Dakar og 2013 var den ikke mere registreret.

## Smyril V
Den 135 meter lange højtekniske færge blev bygget i San Fernando Spanien og konstrueret af det danske firma Knud E. Hansen A/S. 
Med en kapacitet på 200 biler (eller 60 store lastvogne) og ca. 1000 passagerer, en sejlhastighed på 21 knob og en sejltid på kun ca. 120 minutter, vil færgen i mange år fremover være en sikker forbindelse de 35 sømil mellem hovedøerne og Suðuroy.
Smyril blev den 24 september 2005 i San Fernando døbt af daværende lagmand Jóannes Eidesgaards kone Anita Eidesgaard og den 15. oktober 2005 budt velkommen til dens hjemhavn Tvøroyri af en stor del af Suðuroys befolkning. Færgen blev sat i daglig drift den 1 november 2005. I forbindelse med at den nye færge var meget større end den gamle, så var det nødvendigt med en ny færgehavn. Denne blev bygget på den sydlige side af Trongisvágsfjørður, lige syd for Trongisvágur i Ørðavíkarlíð ved Krambatangi, lige overfor fjordens hovedby Tvøroyri. Smyril har to-tre daglige ture fra Krambatangi færgehavn til Tórshavn.